# Произведения Эдгара Райса Берроуза

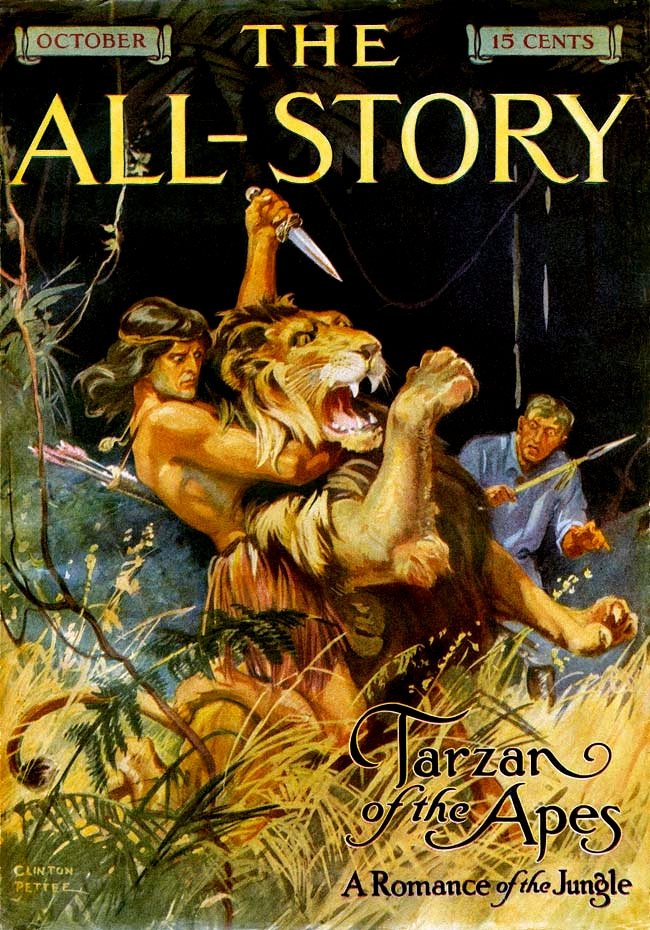
Обложка октябрьского номера «All-Story Magazine», за 1912 год, в котором началась публикация самого успешного литературного сериала Берроуза — про Тарзана

Эдгар Райс Берроуз (1875—1950) эксплуатировал разнообразные жанры коммерческой литературы, опубликовав около семидесяти объёмных произведений. Особенно часто писатель обращался к жанрам «планетарного романа» и «Меч и Планета», а также повествованиям о затерянных мирах и цивилизациях. Всего Берроуз написал 11 романов в «Марсианском цикле», 26 романов о Тарзане, 7 романов о находящемся внутри полой Земли Пеллюсидаре (один из них входит в цикл о Тарзане), 4 романа о Карсоне Нэпере и его приключениях на Венере, и множество других серийных и внесерийных книг, среди которых вестерны, исторические романы о каменном веке, средневековье, и прочее. Многие произведения Берроуза были экранизированы.

## Произведения
Аннотированная библиография основных серийных и внесерийных фантастических произведений Э. Р. Берроуза была составлена Эвереттом и Ричардом Блейерами

### «Барсумская» серия
1. Принцесса Марса [A Princess of Mars] также издавалась под названием «Дочь тысячи джеддаков» (1912)  (Первое экранизированное произведение Берроуза из Марсианского цикла («Princess of Mars», 2009 и «Джон Картер», 2012))
2. Боги Марса [The Gods of Mars] (1912)
3. Владыка Марса [The Warlord of Mars] (1913)
4. Тувия, дева Марса [Thuvia, Maid of Mars] (1920)
5. Марсианские шахматы [The Chessmen of Mars] (1922)
6. Великий ум Марса [The Master Mind of Mars] (1928)
7. Великий воин Марса [A Fighting Man of Mars] (1931)
8. Мечи Марса [Swords of Mars] (1936)
9. Искусственные люди Марса [Synthetic Men of Mars] (1940)
10. Ллана из Гатола [Llana of Gathol] (1948)
  1. Давно умерший [The Ancient Dead] (1941)
  2. Чёрные пираты Барсума [Black Pirates of Barsoom] (1941)
  3. Жёлтые люди Марса [Yellow Men of Mars] (1941)
  4. Невидимые люди Марса [Invisible Men of Mars] (1941)
11. Джон Картер — марсианин [John Carter of Mars] (1964)
  1. Гигант с Марса [The Giant of Mars] (1941) (Детская повесть, написанная старшим сыном Эдгара Берроуза)
  2. Люди-скелеты Юпитера [Skeleton Men of Jupiter] (1943)

### Серия оТарзане

#### Основная серия
1. Тарзан, приёмыш обезьян [Tarzan of the Apes] (1912)
2. Возвращение в джунгли [The Return of Tarzan] (1913)
3. Тарзан и его звери [The Beasts of Tarzan] (1914)
4. Сын Тарзана [The Son of Tarzan] (1914)
5. Тарзан и сокровища Опара [Tarzan and the Jewels of Opar] (1916)
6. Приключения Тарзана в джунглях [Jungle Tales of Tarzan] (1916)
7. Тарзан неукротимый [Tarzan the Untamed] (1920)
8. Тарзан ужасный [Tarzan the Terrible] (1921)
9. Тарзан и золотой лев [Tarzan and the Golden Lion] (1922—1923)
10. Тарзан и люди-муравьи [Tarzan and the Ant Men] (1924)
11. Тарзан — повелитель джунглей [Tarzan, Lord of the Jungle] (1927—1928)
12. Тарзан и потерянная империя [Tarzan and the Lost Empire] (1928)
13. Приключения в недрах Земли [Tarzan at the Earth’s Core] (1929)
14. Тарзан непобедимый [Tarzan the Invincible] (1930—1931)
15. Тарзан торжествующий [Tarzan Triumphant] (1931)
16. Тарзан и город золота [Tarzan and the City of Gold] (1932)
17. Тарзан и человек-лев [Tarzan and the Lion Man] (1933—1934)
18. Тарзан и люди-леопарды [Tarzan and the Leopard Men] (1935)
19. Поиск Тарзана [Tarzan’s Quest] (1935—1936)
20. Тарзан и запретный город [Tarzan and the Forbidden City] (1938)
21. Тарзан великолепный [Tarzan the Magnificent] (1939)
22. Тарзан и «Иностранный легион» [Tarzan and «The Foreign Legion»] (1947)
23. Тарзан и сумасшедший [Tarzan and the Madman] (1964)
24. Тарзан и потерпевшие кораблекрушение [Tarzan and the Castaways] (1965) (сборник из новеллы и двух рассказов)
  1. Тарзан и потерпевшие кораблекрушение [Tarzan and the Castaways] (1941)
  2. Тарзан и чемпион [Tarzan and the Champion] (1940)
  3. Тарзан и убийства в джунглях [Tarzan and Jungle Murders] (1940)
25. Тарзан и близнецы Тарзана [Tarzan and the Tarzan Twins] (1963) (сборник из двух новелл, написанных в расчёте на детскую аудиторию)
  1. Тарзан и близнецы Тарзана [Tarzan and the Tarzan Twins] (1927)
  2. Близнецы Тарзана и Золотой лев [The Tarzan twins with Jad-Bal-Ja the Golden lion] (1936)
26. Забытое приключение Тарзана (Тарзан и потерянное приключение) [Tarzan and the Lost Adventure] (незаконченная рукопись автора, 1946; закончена с согласия наследников Э. Р. Берроуза писателем Джо Р. Лансдейлом /Joe R. Lansdale/, опубликована в 1995 г.)

#### Примыкает к циклу
- «Вечный возлюбленный» (другое название — «Вечный дикарь») [The Eternal Lover] (1913)

В романе «Вечный возлюбленный» Тарзан является второстепенным персонажем, не оказывающим особого влияния на ход событий.

### Серия оПеллюсидаре
1. В недрах Земли [At the Earth’s Core] (1913)
2. Пеллюсидар [Pellucidar] (1914)
3. Танар из Пеллюсидара [Tanar of Pellucidar] (1928)
4. Тарзан в недрах Земли [Tarzan at the Earth’s Core] (1928)
5. Назад в каменный век [Back to the Stone Age] (1935)
6. Земля страха [Land of Terror] (1938)
7. Свирепый Пеллюсидар [Savage Pellucidar] (1940)

### Серия о Венере
1. Пираты Венеры [Pirates of Venus] (1931)
2. Затерянные на Венере [Lost on Venus] (1932)
3. Карсон с Венеры (Карсон Венерианский) [Carson of Venus] (1937)
4. Скитания по Венере (Бегство на Венеру) [Escape on Venus] (1940)
5. Колдун Венеры (Венерианский маг) [Wizard of Venus] (написано в 1941, опубликовано в 1964)

### Серия о Каспаке
1. Земля, забытая временем [The Land that Time Forgot] (1917) (есть экранизация)
2. Люди, забытые временем [The People that Time Forgot] (1917)
3. Из бездны времени [Out of Time’s Abyss] (1917)

### Серия о Луне
1. Лунная девушка [The Moon Maid] (1919)
2. Лунные люди [The Moon Men] (1919)
3. Красный Ястреб [The Red Hawk] (1919)

### Серия о грубияне
1. Грубиян (Боксер Билли) [The Mucker] (1913)
2. Возвращение грубияна (Закоренелый преступник) [The Return of the Mucker] (1914)
3. Дело Окдейл [The Oakdale Affair] (1916)

### Серия о Полоде
1. За самой далёкой звездой [Beyond the Farthest Star] (1940)
2. Возвращение Тангора [Tangor Returns] (1940)

### Другая научная фантастика
- Потерянный континент (По ту сторону тридцатого) [Beyond Thirty] (1915)
- Люди-монстры [The Monster Men] (1929)
- Последний из плейстоцена [The Resurrection of Jimber-Jaw] (1936)

### Романы о приключениях в джунглях
- Пещерная девушка [The Cave Girl] (1913)
- Вечный дикарь [The Eternal Lover] (1913)
- Юноша и лев [The Lad and the Lion] (1914)
- Пожиратель людей [The Man Eater] (1915)
- Девушка из джунглей (Земля потерянных людей) [Jungle Girl] (1929)

### Вестерн
- Бандит из чёртова каньона [The Bandit of Hell’s Bend] (1923)
- Военный вождь [The War Chief] (1926)
- Дьявол апачей [Apache Devil] (1927)
- Заместитель шерифа округа Команче [The Deputy Sheriff of Comanche County] (1930)

### Прочее
- Минидока [Minidoka] (1903)
- Изгнанник из Торна [The Outlaw of Torn] (1911)
- Безумный король [The Mad King] (1913)
- Девушка из Фарриса [The Girl from Farris’s] (1914)
- Всадник [The Rider] (1915)
- Эксперт по эффективности [The Efficiency Expert] (1919)
- Девушка из Голливуда [The Girl from Hollywood] (1921)
- Марсия c порога [Marcia of the Doorstep] (1924)
- Пиратская кровь [Pirate Blood] (1932)
- Я — варвар [I Am a Barbarian] (1941)